# Komárom-Esztergom vármegyei 2. sz. országgyűlési egyéni választókerület
A Komárom-Esztergom vármegyei 2. számú országgyűlési egyéni választókerület egyike annak a 106 választókerületnek, amelyre a 2011. évi CCIII. törvény Magyarország területét felosztja, és amelyben a választópolgárok egy-egy országgyűlési képviselőt választhatnak. A választókerület nevének szabványos rövidítése: Komárom-Esztergom 02. OEVK. Székhelye Esztergom

## Területe
A választókerület az alábbi településeket foglalja magába:
1. Annavölgy
2. Bajna
3. Bajót
4. Csolnok
5. Dág
6. Dorog
7. Dömös
8. Epöl
9. Esztergom
10. Gyermely
11. Héreg
12. Kesztölc
13. Lábatlan
14. Leányvár
15. Máriahalom
16. Mogyorósbánya
17. Nagysáp
18. Nyergesújfalu
19. Piliscsév
20. Pilismarót
21. Sárisáp
22. Süttő
23. Szomor
24. Tardos
25. Tarján
26. Tát
27. Tokod
28. Tokodaltáró
29. Úny
30. Vértestolna

## Országgyűlési képviselője
| Név            | Párt                                         | Párt        | Terminus    | Megjegyzés                                   |
| -------------- | -------------------------------------------- | ----------- | ----------- | -------------------------------------------- |
| Dr. Völner Pál |                                              | Fidesz-KDNP | 2014 – 2022 | A 2014-es országgyűlési választás eredménye: |
| Dr. Völner Pál | A 2018-as országgyűlési választás eredménye: | Fidesz-KDNP | 2014 – 2022 |                                              |
| Erős Gábor     |                                              | Fidesz-KDNP | 2022 –      | A 2022-es országgyűlési választás eredménye: |

## Demográfiai profilja
| Iskolai végzettség                | Iskolai végzettség               | Iskolai végzettség | Iskolai végzettség | Iskolai végzettség |
| --------------------------------- | -------------------------------- | ------------------ | ------------------ | ------------------ |
|                                   |                                  |                    |                    | fő                 |
| Általános iskolát nem végezte el  | Általános iskolát nem végezte el |                    | 1604               | 1604               |
| Általános iskola                  | Általános iskola                 |                    | 15371              | 15371              |
| Szakmunkás                        | Szakmunkás                       |                    | 21848              | 21848              |
| Érettségi                         | Érettségi                        |                    | 28893              | 28893              |
| Diploma                           | Diploma                          |                    | 15021              | 15021              |
| A 2022. évi népszámlálás szerint. |                                  |                    |                    |                    |

A Komárom-Esztergom vármegyei 2. sz. választókerület lakónépessége 2022. október 1-jén 101 014 fő volt. A 2011-es és a 2022-es népszámlálás között 1013 fővel csökkent a választókerület lakosság száma. A választókerületben a korösszetétel alapján a legtöbben a középkorúak élnek 36 505 fővel, míg a legkevesebben a gyermekek 18 277 fővel. A választókerület lakosságának a 85,2%-nál van internet elérési lehetőség.
A legmagasabb befejezett iskolai végzettség szerint az érettségi végzettséggel rendelkezők élnek a legtöbben 28 893 fő, utánuk a következő nagy csoport a szakmunkások 21 848 fővel.
Gazdasági aktivitás szerint a lakosság közel fele foglalkoztatott 50 604 fő, második legjelentősebb csoport az inaktív keresők, akik főleg nyugdíjasok 23 063 fővel.
A választókerület legjelentősebb nemzetiségi csoportja a német 2984 fő, illetve a szlovák 1193 fő. Magyar állampolgársággal nem rendelkező külföldi állampolgárok aránya 1,4%.
Vallási összetétel szerint a választókerületben lakók legnagyobb vallása a római katolikus (27 755 fő), valamint jelentős közösség még a reformátusok (5051 fő). A vallási közösséghez nem tartozók száma szintén jelentős (11 691 fő), a választókerületben a második legnagyobb csoport a római katolikus vallás után.

## Országgyűlési választások
| Párt                             |                        | Jelölt                 | Szavazatok | %     | ± %   |
| -------------------------------- | ---------------------- | ---------------------- | ---------- | ----- | ----- |
| Fidesz-KDNP                      |                        | Erős Gábor             | 27 795     | 49,96 | 4,75  |
| Egységben Magyarországért        |                        | Nunkovics Tibor        | 21 587     | 38,8  | 11,31 |
| Mi Hazánk                        |                        | Lantos János           | 3047       | 5,48  | Új    |
| MKKP                             |                        | Stipits Zoltán         | 1463       | 2,63  | 0,97  |
| Független                        |                        | Deák Ferenc            | 983        | 1,77  | Új    |
| Normális Párt                    |                        | Greiner Tamás          | 765        | 1,37  | Új    |
| Megjelent                        | Megjelent              | Megjelent              | 56 364     | 68,93 | 1,4   |
| Választópolgárok száma           | Választópolgárok száma | Választópolgárok száma | 81 769     | 100   | 1,34  |
| A Fidesz-KDNP tartja a körzetet. |                        |                        |            |       |       |

| Párt                             |                        | Jelölt                 | Szavazatok | %     | ± %   |
| -------------------------------- | ---------------------- | ---------------------- | ---------- | ----- | ----- |
| Fidesz-KDNP                      |                        | Völner Pál             | 26 137     | 45,21 | 0,71  |
| Jobbik                           |                        | Nunkovics Tibor        | 19 834     | 34,31 | 14,47 |
| DK                               |                        | Vadai Ágnes            | 6474       | 11,2  | 15,98 |
| LMP                              |                        | Munkácsy Béla          | 2657       | 4,6   | 0,27  |
| MKKP                             |                        | Papp László            | 958        | 1,66  | Új    |
| Munkáspárt                       |                        | Nagy István            | 270        | 0,47  | Új    |
| Egyéb pártok                     |                        |                        | 1483       | 2,56  | 0,18  |
| Megjelent                        | Megjelent              | Megjelent              | 58 286     | 70,33 | 8,75  |
| Választópolgárok száma           | Választópolgárok száma | Választópolgárok száma | 82 876     | 100   | 0,30  |
| A Fidesz-KDNP tartja a körzetet. |                        |                        |            |       |       |

| Párt                                |                        | Jelölt                 | Szavazatok | %     | ± % |
| ----------------------------------- | ---------------------- | ---------------------- | ---------- | ----- | --- |
| Fidesz-KDNP                         |                        | Völner Pál             | 23 475     | 45,92 |     |
| Összefogás                          |                        | Vadai Ágnes            | 13 896     | 27,18 |     |
| Jobbik                              |                        | Nunkovics Tibor        | 10 141     | 19,84 |     |
| LMP                                 |                        | Prommer Mátyás         | 2213       | 4,33  |     |
| Egyéb pártok                        |                        |                        | 1396       | 2,74  |     |
| Megjelent                           | Megjelent              | Megjelent              | 51 575     | 61,58 |     |
| Választópolgárok száma              | Választópolgárok száma | Választópolgárok száma | 82 629     | 100   |     |
| A Fidesz-KDNP nyeri meg a körzetet. |                        |                        |            |       |     |